# جيمس كاولز بريشارد

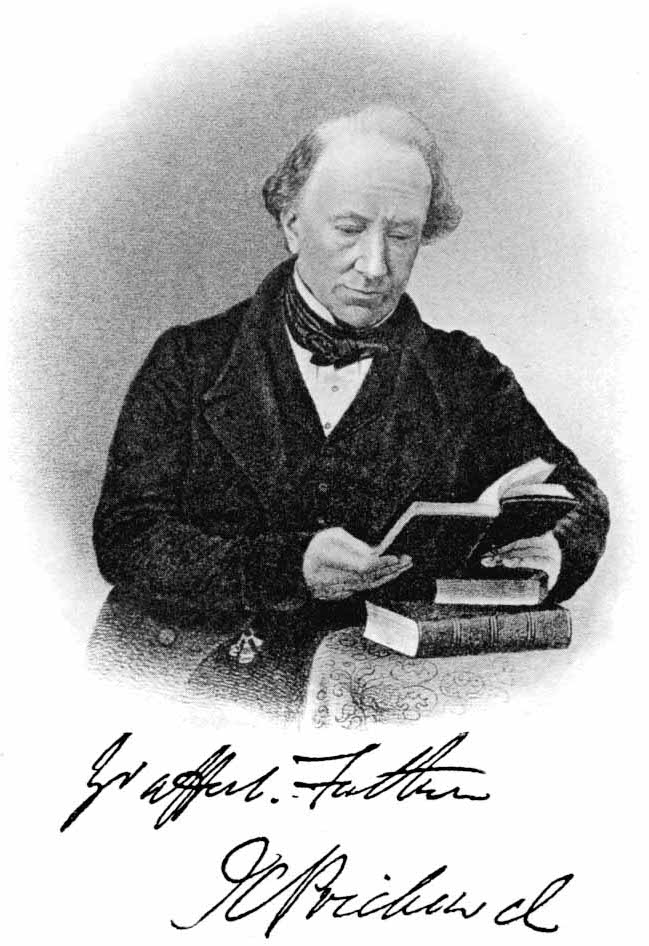
جيمس كاولز بريشارد.

جيمس كاولز بريشارد، عضو في زمالة الجمعية الملكية (ولد في 11 فبراير 1786 - وتوفي في 23 ديسمبر 1848) كان طبيبًا وعالم أعراق بريطاني، له اهتمامات واسعة في علم الإنسان الحيوي والطب النفسي. تطرقت أبحاثه المؤثرة «أبحاث في التاريخ الفيزيائي للبشرية» إلى موضوع التطور. منذ عام 1845، شغل بريتشارد منصب المفوض طبي في الجنون. كما أدخل مصطلح «خَرَف الشيخوخة».

## حياته
ولد بريتشارد في روس أون واي، هيريفوردشاير. كان والديه توماس وماري بريتشارد من الكويكرز:  كانت والدته ويلزية، ووالده من عائلة هاجرت إلى بنسلفانيا. في غضون بضع سنوات من ولادته في روس، انتقل والداه إلى بريستول، حيث عمل والده في مصانع الحديد كويكر في كل من هارفورد، بارتريدج وكولز. عاد والده إلى روس عندما تقاعد عام 1800. تعلم بريتشارد وهو طفل بشكل أساسي في المنزل من قبل معلمين خاصين ووالده أيضًا، تضمنت المواد التي كان يدرسها اللغات الحديثة والأدب العام.
قرر بريتشارد أن يتمرس في الطب رافضًا رغبة والده في الانضمام إلى مصانع الحديد. ولكنه واجه صعوبة في هذا بصفته كويكرًا، لم يستطع أن يصبح عضوًا في الكلية الملكية للأطباء. لذلك، بدأ في التدريب المهني الذي أوصله إلى رتبه الصيدلي والجراح، درس في البداية تحت إشراف طبيب التوليد في كويكر الدكتور توماس بول من بريستول. تبع ذلك التدريب المهني تحت إشراف أطباء كويكر الآخرين، وإلى مستشفى سانت توماس في لندن. في عام 1805، التحق بكلية الطب بجامعة إدنبرة، حيث لم يكن انتمائه الديني يمنعه.
حصل على شهادة الماجستير في الطب من إدنبرة، وكانت أطروحة الدكتوراه خاصته لعام 1808، هي محاولته الأولى في الإجابة على السؤال المحير في حياته: أصل الأصناف والأعراق البشرية. في وقت لاحق، أصبح قارئ (رتبة أكاديمية في الإمبراطورية البريطانية) لمدة عام في كلية ترينيتي ، كامبريدج، وبعد ذلك، انضم إلى الكنيسة القائمة في إنجلترا.ذهب بعد ذلك إلى كلية سانت جون ، أكسفورد، وبعدها عاد إلى كلية ترينيتي ، أكسفورد كطالب بالغ الإنجليزية، لكنه لم يحصل على شهادة في أي من الجامعتين. 
في عام 1810، استقر بريتشارد كطبيب في بريستول حتى حصل على منصب ثابت في مستشفى بريستول (BRI) في عام 1816. أثناء العمل هناك، عاش في ريد لودج. وكان هذا أيضًا حيث كتب أبحاث في التاريخ الفيزيائي للبشرية.
في عام 1845، أصبح أحد المفوضون الطبيين في الجنون الثلاثة، وقبلها كان أحد مفوضي العاصمة،  ثم انتقل إلى لندن. ومات هناك بعد ثلاث سنوات بسبب الحمى الروماتيزمية. في وقت وفاته كان رئيسًا للجمعية الإثنولوجية وزميلًا في الجمعية الملكية.

## عمله
عام 1813، نشر كتابه «أبحاث في التاريخ الفيزيائي للبشرية» في مجلدين، حول نفس موضوعات أطروحته عام 1808. اتسع محتوى الكتاب حتى احتوت الطبعة الثالثة 1836-1847 على خمس مجلدات. نُشرت الطبعات من الثانية إلى الرابعة تحت عنوان «أبحاث في التاريخ الفيزيائي للبشرية» . وكانت الطبعة الرابعة أيضًا تحوي خمس مجلدات. 
الاستنتاج الرئيسي للعمل هو وحدة الجنس البشري، والتي درسها من خلال أسباب قسمتها إلى أصناف أو أجناس دائمة. كرس عمل هذا إلى يوهان فريدريش بلومنباخ، الذي أعتمد تقسيمه للأعراق الخمسة. اختلف بريتشارد عن بلومنباخ وغيره من أسلافه في مبدوجوب دراسة البشر من خلال الجمع بين كل احتمالات الأعراق المتاحة.

### تطور
تناول القضايا ذات الصلة بالتطور البشري ثلاثة رجال بريطانيين، جميعهم مؤهلون طبيًا، ويليام لورانس وويليام تشارلز ويلز وبريتشارد. درسوا جميعهم في مسألة التباين والعرق في البشر؛ واتفقوا أن هذه الاختلافات وراثية، لكن ويلز فقط اقترب من فكرة الانتقاء الطبيعي كسبب.
مؤرخ العلوم كونواي زيركل، وصف بريتشارد بأنه مفكر تطوري، وأنه اقترب جدًا من «شرح نشأة الأشكال الجديدة من خلال عملية الانتقاء الطبيعي، على الرغم من أنه لم يذكر الاقتراح فعليًا في كثير من الكلمات».
أشار بريتشارد بأن إفريقيا (بشكل غير مباشر) هي منشأ الأصل البشري، في هذا المقطع الموجز:
«بشكل عام، هناك العديد من الأسباب التي تقودنا إلى استنتاج مفاده أن السلالة البدائية من الرجال ربما كانوا من الزنوج، وأنا أعلم أنه لا يوجد حجة يمكن أن تعارض هذا.» 
حذف هذا الرأي من الإصدارات اللاحقة. وتضمنت الطبعة الثانية أفكارًا أكثر تطورية.

### علم الإنسان
كان لبريتشارد تأثير كبير في بدايات علم الأعراق البشرية وعلم الإنسان. وذكر أن اللغات القلطية متحالفة مع اللغات السلافية والألمانية والبيلاسجية (اليونانية واللاتينية)، تشكل الفرع الأوروبي الرابع للغات الهندوأوروبية. أظهرت أطروحته التي تحتوي على مقارنة الكلمات القلطية بـالسنسكريتية عام 1831 تحت عنوان الأصل الشرقي للأمم القلطية . نُشر المقال بكتابة أدولف بيكتيت، والذي جلب السمعة للمؤلف، بشكل مستقل عن الإنجازات السابقة لبريتشارد.
في عام 1843، نشر بريشارد كتابه «التاريخ الطبيعي للإنسان» ، والذي كرر فيه إيمانه بالوحدة الخاصة للإنسان، وأشار أنه يوجد نفس الطبيعة الداخلية والعقلية في جميع الأجناس. كان بريتشارد من أول الأعضاء في جمعية حماية السكان الأصليين.

### الطب النفسي
كان متخصص في الطب النفسي. نشر «أطروحة حول أمراض الجهاز العصبي» الجزء الأول في عام 1822 ، ونشر في عام 1835 «رسالة عن الجنون والاضطرابات الأخرى التي تؤثر على العقل» ، والتي طور فيها نظرية وجود مرض عقلي متميز يسمى الجنون الأخلاقي. وهو من عرف خرف الشيخوخة في اللغة الإنجليزية.  اقترح أوجستين أن أعماله كانت تستهدف النظريات المادية السائدة في العقل وعلم فراسة الدماغ وعلم الجمجمة.
في عام 1842، نشر كتابًا حول «الأشكال المختلفة للجنون فيما يتعلق بالفقه» ليتكلم بعمق عن الجنون الأخلاقي، وقال أنه مصمم ليستخدمه الأشخاص المعنيين في المسائل القانونية المتعلقة بعدم صحة العقل.

### أعماله الأخرى
من أعماله الأخرى:
- 1819: تحليل الأساطير المصرية
- 1829: مراجعة لعقيدة مبدأ حيوي
- 1831: في علاج شلل نصفي
- 1839: في انقراض بعض أصناف الجنس البشري

## عائلته
تزوج بريتشارد آن ماريا إستلين، ابنة جون بريور إستلين وأخت جون بيشوب إستلين. انجبوا عشرة أطفال،  اثنان منهم ماتا وهما في سن الطفولة، من أولاده أوغستين بريشارد (مواليد 1818، ت 1898)، قسطنطين إستلين بريشارد (مواليد 1820)، تيودور جوزيف بريشارد (مواليد 1821)، إلتيودوس توماس بريشارد (ب. 1825)، وإديث بريتشارد (مواليد 1829) وألبرت هيرمان بريشارد (مواليد 1831).

## الأرشيف
المستندات المتعلقة بجيمس كاولز بريتشارد وابنه الثاني أوغستين بريتشارد، ومن ضمنها الشهادات الطبية محفوظة في مكتب أرشيفات بريستول (المرجع 16082) (كتالوج على الإنترنت). وتوجد أيضًا سجلات متعلقة بجيمس كاولز بريتشارد في مكتبة ويلكوم  وأيضًا الجمعية الجغرافية الملكية.